# Stereo Nova
Stereo Nova (griechisch: Στέρεο Νόβα) war eine griechische Band, bestehend aus Michalis Delta und Konstantínos Vī́ta (K. Bhta), die in den 1990ern Elektronische Musik produzierte. Sie war eine Pionierband der Elektronischen Musik und war 1994 laut MTV Europe die beste griechische Band. Ihr Musikstil umfasste Elemente aus Acid House, Ambient, Trip-Hop und Techno.

## Geschichte
Stereo Nova begann 1990 unter dem Namen Bobby Blast, nachdem sie 1992 in Stereo Nova umbenannt wurde, veröffentlichten sie ihr erstes Album namens Stereo Nova. Später kam Antonis Pi als weiteres Bandmitglied hinzu. Nachdem sie 1996 das Album Telson veröffentlichten, verließ Pi die Band. Nach der Auflösung der Band im Jahr 1997, wurde 1998 in Co-Produktion mit Stamatis Kraounakis das Album Ofelimo fortio herausgebracht. 1999 kam das Album S.K.A.Z.I. (Skorpia Kommatia Apo Zontanes Ihografisis – Scattered Tracks From Live Recordings) heraus. Später folgten noch Best of Alben.
Am 5. Dezember 2008, 11 Jahre nach Auflösung von Stereo Nova gab es eine Wiedervereinigung für ihren letzten Auftritt bei der LIFO magazine party, als Geschenk für die Fans wie K.Bhta sagte.

## Diskografie

### Alben
- 1992: Στέρεο Νόβα – Stereo Nova (Wipe Out)
- 1993: Ντισκολάτα – Discolata (FM Records)
- 1994: Ασύρματος κόσμος – Asirmatos kosmos (Wireless world) (FM Records)
- 1995: The drone compilation – (FM Records)
- 1996: Τέλσον  Telson (FM Records)
- 1997: Βιταμίνα τεκ – Vitamina Tek (FM Records)
- 1998: Ωφέλιμο φορτίο – Ofelimo fortio (Payload), Co-Produktion mit Stamatis Kraounakis (FM Records)
- 1999: Σκάζη (live) – Skazi (Scattered Tracks From Live Recording) (FM Records)
- 2000: Μπεστ οφ – Best of (FM Records)
- 2003: Στέρεο Νόβα  (reissue) – (Tomorrow)
- 2008: Βικτώρια (best of) – Victoria (Sony BMG)
- 2018: Ουρανός (Inner Ear Records)
- 2022: Στέρεο Νόβα – Stereo Nova (30th Anniversary Edition) [1992–2022] (Sky Vector Music)

### Singles & EPs
- 1993: Το παζλ στον αέρα – To pazl ston aera (The puzzle in the air) (FM Records)
- 1994: New life 705 – (FM Records)
- 1994: Τέκνο (Μόμπιλ) – Techno (Mobil) (FM Records)
- 1995: Λιγότερο από αυτό – Ligotero apo afto (Less than this) (FM Records)
- 1996: Μάθημα – Mathima (Lesson) (FM Records)
- 1997: Ταξίδι στη γη – Taksidi sti gi (Trip to earth) (FM Records)
- 1998: Νόχι – Nohi (FM Records)

### Mitwirkung
- 1995: Act Up-Εν τούτω νίκα - Act up-En toutō nika (Act up-In hoc signo vinces) (FM Records)